# Kevin Durant
Kevin Wayne Durant (n. 29 septembrie 1988, Suitland⁠(d), Comitatul Prince George's, Maryland, Maryland, SUA) este un baschetbalist american, originar din Washington D.C. În prezent, Durant evoluează în NBA, la echipa Phoenix Suns, pe poziția de "Small Forward".